# Desa Kalijambe (administrativ by i Indonesien, lat -6,96, long 109,55)
Desa Kalijambe är en administrativ by i Indonesien.   Den ligger i provinsen Jawa Tengah, i den västra delen av landet, 300 km öster om huvudstaden Jakarta.